# Regno di Polonia (1025-1138)
Il Regno di Polonia dei primi Piast fu uno Stato polacco esistito negli anni tra l'incoronazione di Boleslao I di Polonia nel 1025 e la morte di Boleslao III di Polonia nel 1138. 
La base legale per l'esistenza di questo regno cristiano fu stabilita nel 1000 durante il Congresso di Gniezno, durante il quale la Polonia fu riconosciuta come Stato dal Sacro Romano Impero e dal Papa. A seguito della morte di Boleslao, la Polonia entrò in una convulsa fase storica che coincise con un lungo periodo di frammentazione interna esauritosi soltanto nel 1320.

## Storia

### Contesto storico

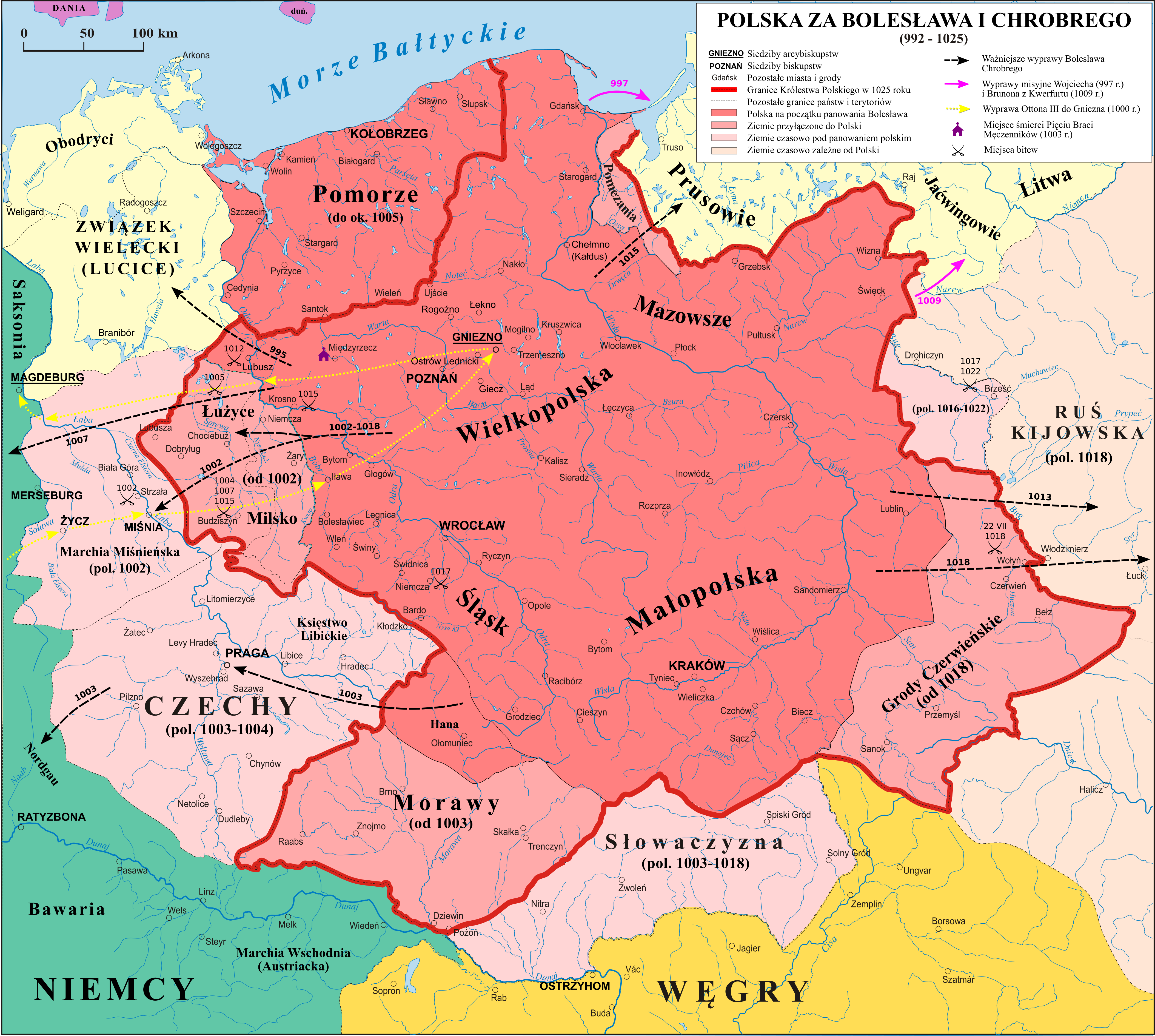
La Polonia tra il 992 e il 1025. In rosa scuro, la Polonia non appena Boleslao I si insediò sul trono. La linea in rosso indica i confini nel 1025

L'odierna Polonia risultava abitata a ridosso dell'anno Mille da una serie di popolazioni di origine slava. Tra queste, fu quella dei polani localizzata nella Grande Polonia e capeggiata dai Piast a fornire lo slancio definitivo affinché prendesse vita una nuova potenza nello scenario dell'Europa orientale. Alla Grande Polonia l'imperatore tedesco Ottone III di Sassonia aveva riconosciuto il titolo di ducato in cambio di un giuramento di fedeltà. Il primo duca dello Stato riconosciuto da Ottone III, Miecislao I, fu anche il primo sovrano cristiano attivo in Polonia. Egli morì nel 992 e gli successe suo figlio Boleslao, detto il Coraggioso. Il nuovo duca si trovava a capo di uno Stato estremamente fragile, ragion per cui Boleslao cercò di assicurarsi una maggiore stabilità nell'odierna Polonia occidentale, portando avanti la collaborazione di suo padre Miecislao con Ottone III. Nel 995 Boleslao partecipò a una spedizione in cui vi erano polabi, una delle tribù facenti parte degli slavi occidentali. Quando però Ottone III si recò in Italia per ottenere la corona imperiale, il principe polacco mutò atteggiamento decidendo di allontanare sua moglie Oda, di origine teutonica, e i suoi figli. Ciò portò a un raffreddamento delle relazioni polacco-tedesche, cosa che tuttavia durò solo in modo temporaneo. Il riavvicinamento avvenne di nuovo a seguito di ulteriori problemi con i polabi. Benché Boleslao avesse collaborato con loro, si trattò di un'eccezione, in quanto tale popolazione soleva spesso effettuare incursioni e razzie nel Ducato di Polonia. Il ripristino delle relazioni diplomatiche avvenne per motivi diversi, in quanto Boleslao aveva bisogno ancora di un supporto dall'esterno, mentre Ottone III sognava di creare un impero cristiano universale che doveva includere anche la Polonia.
Il progetto dell'imperatore tedesco contribuì a rafforzare la posizione della Polonia. Quando il vescovo Adalberto di Praga morì nel tentativo di proseguire il processo di cristianizzazione dei prussiani nel 997, seguì una sua immediata canonizzazione e Boleslao si attivò per dare vita a un'organizzazione ecclesiastica indipendente in Polonia. L'anno successivo Ottone III si recò in pellegrinaggio alla tomba di un martire a Gniezno. Nell'incontro che ne seguì, furono scambiati dei doni tra l'imperatore e il sovrano di Polonia; inoltre, fu concordata di comune accordo la nascita di diversi arcivescovadi. Fu in quell'occasione che ebbe luogo il cosiddetto congresso di Gniezno, una tappa molto importante nella storia della Polonia.
Le relazioni diplomatiche seguirono una brusca interruzione dopo la morte inaspettata del giovane imperatore tedesco nel 1002. Boleslao approfittò delle lotte interne del Sacro Romano Impero e si insediò in un'area importante dell'Oder, la quale includeva Meißen, Milsko e la Lusazia. Quando il potere in Germania venne finalmente assunto da Enrico II il Santo, questi accettò la situazione di fatto e non ingaggiò battaglia. Tuttavia, il tentativo di assassinare Boleslao architettato probabilmente dai tedeschi ingenerò nuovi dissapori che però non sfociarono in una guerra aperta. L'improvvisa crescita della posizione del sovrano della Polonia preoccupò Enrico II quando si rifiutò di rendere omaggio alla Boemia, una regione molto appetita.

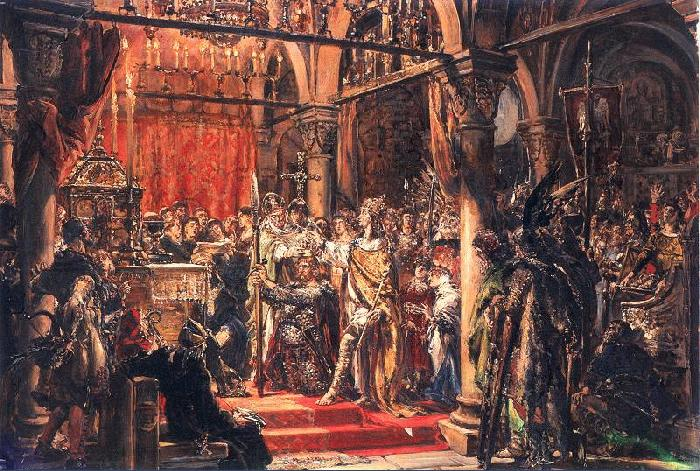
Incoronazione del primo re di Polonia, Jan Matejko

Nel 1003, Boleslao scatenò una guerra nei pressi di Meissen e ne fu subito coinvolta la vicina Cechia, a seguito della quale la Moravia e la Slovacchia rimasero in mano alla Polonia. I vari scontri proseguiti fino al 1010 tra i due sovrani non portarono a risultati stabili e arrecarono gravi danni agli abitanti della Slesia.
Nel 1012 fu conclusa una tregua quinquennale: Boleslao ruppe l'accordo e invase di nuovo la Lusazia, ma desistette quando nel 1013 fu raggiunto una nuova intesa. Il sovrano della Polonia dovette rendere omaggio a Enrico,e ricevendo in cambio Milsko e la Lusazia, così come assistenza militare nella spedizione in Rutenia. Seguì una serie di asperità e incomprensioni tra i due monarchi cessata, dopo qualche scaramuccia, il 30 gennaio 1018 a Bautzen. Il vincitore finale del conflitto risultò essere Boleslao, che mantenne per sé Milsko e la Lusazia.
Frattanto, Boleslao progettava di estendere la Polonia a est e sud: per questo, in difesa dei diritti al trono del principe Svjatopolk I su Kiev, si diresse presso l'odierna capitale ucraina portando a casa numerosi bottini. Il 18 aprile 1025 Boleslao fu incoronato re, forse dall'arcivescovo di Gniezno su ordine reale, senza dunque il consenso della Santa Sede. Ciò permetterebbe di comprendere come mai non viene eseguita alcuna menzione ad una bolla pontificia dalle fonti coeve e giustificherebbe le numerose accuse dei cronisti tedeschi. Pochi mesi dopo, Boleslao si spense all'età di 58 anni, lasciando ai suoi figli territori che la Polonia non aveva mai posseduto in passato (Milsko, la Lusazia, la Moravia, la Slovacchia e le città di Červen). Malgrado la perdita della Pomerania occidentale, importante centro commerciale e divenuta indipendente durante i combattimenti con la Germania, Boleslao rafforzò la posizione politica della Polonia in concomitanza dell'incoronazione: la presenza del clero nello Stato assunse inoltre un valore importante per creare una connessione con Roma, come in altri regni cristiani. Inoltre, instradò la dinastia Piast, pur non essendone il capostipite, al comando fino al 1370. Tra le scelte discutibili intraprese dal primo re di Polonia rientra sicuramente l'aver lasciato un'eredità di conflitti esterni, divenuti in futuro fonte di oneri imposti agli abitanti del paese che portarono a un lento esaurimento delle risorse erariali.

### Miecislao II Lambert (1025-1031)

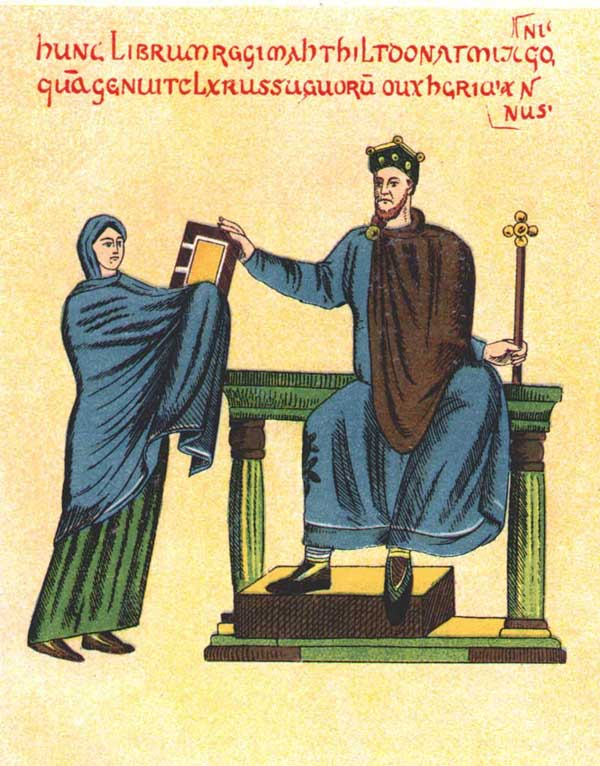
La duchessa Matylda consegna un testo liturgico a Mieszko II

Miecislao II ricevette il trono in eredità dal padre e poi probabilmente bandì due dei suoi fratelli dal paese. Nel 1025, fu incoronato re di Polonia, ma si trattò forse di nuovo di un evento avvenuto senza interpellare direttamente la Santa Sede. Miecislao II provò a continuare la politica espansionistica del padre e si unì dapprima agli insorti contrari al duca svevo Ernesto II e poi, nel 1028, diresse una devastante invasione in Sassonia. L'imperatore Corrado II il Salico rispose un anno dopo con una spedizione di rappresaglia contro Milsko e la Lusazia, la quale però non sortì risultati.
Probabilmente, nello stesso periodo il principe ceco Ulrico di Boemia conquistò la Moravia e la Slovacchia ai danni di Miecislao. Nonostante secondo alcuni si fosse diretto in Sassonia nel 1030, il sovrano polacco non riuscì più a scagliare offensive. Nello stesso anno, il principe della Rus' di Kiev, Jaroslav I, espugnò Bełz, unendosi in un secondo momento ad alcuni feudatari tedeschi per un nuovo attacco alla Polonia. L'offensiva congiunta portò alla fine della monarchia in Polonia: Łużyce, Milsko e le città di Červen non appartennero più alla Polonia e Miecislao fu costretto a lasciare la corte; gli subentrò Bezprym.

### Il regno di Bezprym e il governo di Miecislao II (1031-1034)
Bezprym assunse il potere grazie all'appoggio armato ottenuto dal principe Jaroslav. Dopo aver forse assunto delle posizioni contrarie al crescente clero locale, si guadagnò dei sostenitori tra chi non voleva fornire benefici a delle caste. Alcuni storici presumono che avesse persino guidato una rivolta popolare, a seguito della quale i cronisti polacchi decisero di condannarlo alla damnatio memoriae. Bezprym restituì le insegne dell'incoronazione polacca a Corrado II, abbandonando così la corona reale e riconoscendo il primato dell'imperatore. Da allora cominciò un periodo di rigida tirannia, finalizzato a contrastare quella parte della szlachta (nobiltà) a lui contraria e favorevole invece al predecessore Miecislao. Dopo pochi mesi Bezprym fu assassinato, probabilmente su iniziativa di entrambi i suoi fratelli.
Nel frattempo, dopo essere fuggito in Boemia, Miecislao fu imprigionato per ordine del principe Ulrico e presumibilmente castrato. A giustificare una simile punizione dovette essere la vendetta perché il polacco, quando si trovava al comando, ordinò di accecare il principe ceco Boleslao III di Boemia. Ulrico rilasciò Miecislao solo dopo la morte di Bezprym, sebbene il principe non riuscì a riconquistare il pieno potere, come invece desiderava. Minacciato dall'intervento imperiale, il figlio di Boleslao il Coraggioso accettò nel 1032 a Merseburg di ripartire lo stato tra i tre pretendenti in cerca di trono: lui stesso, Ottone Bolesławowic e Dytryk, figlio di uno dei fratelli di Boleslao il Coraggioso. A Mieszko andarono la Piccola Polonia e la Masovia, a Ottone la Slesia, a Dytryk la Grande Polonia. Secondo un'altra ricostruzione, a Miecislao andò la Grande Polonia e gli altri distretti a Ottone e Dytryk. Solo dopo la morte di Ottone nel 1033 Miecislao rilevò il suo distretto, espellendo dunque Dytryk e ricreando lo stato dei Piast. Morì l'anno seguente lasciando un paese indebolito e dilaniato dalle divisioni interne.

### Il primo regno di Casimiro il Restauratore e la crisi politica (1034-1039)

Il territorio dello stato di Miecislao

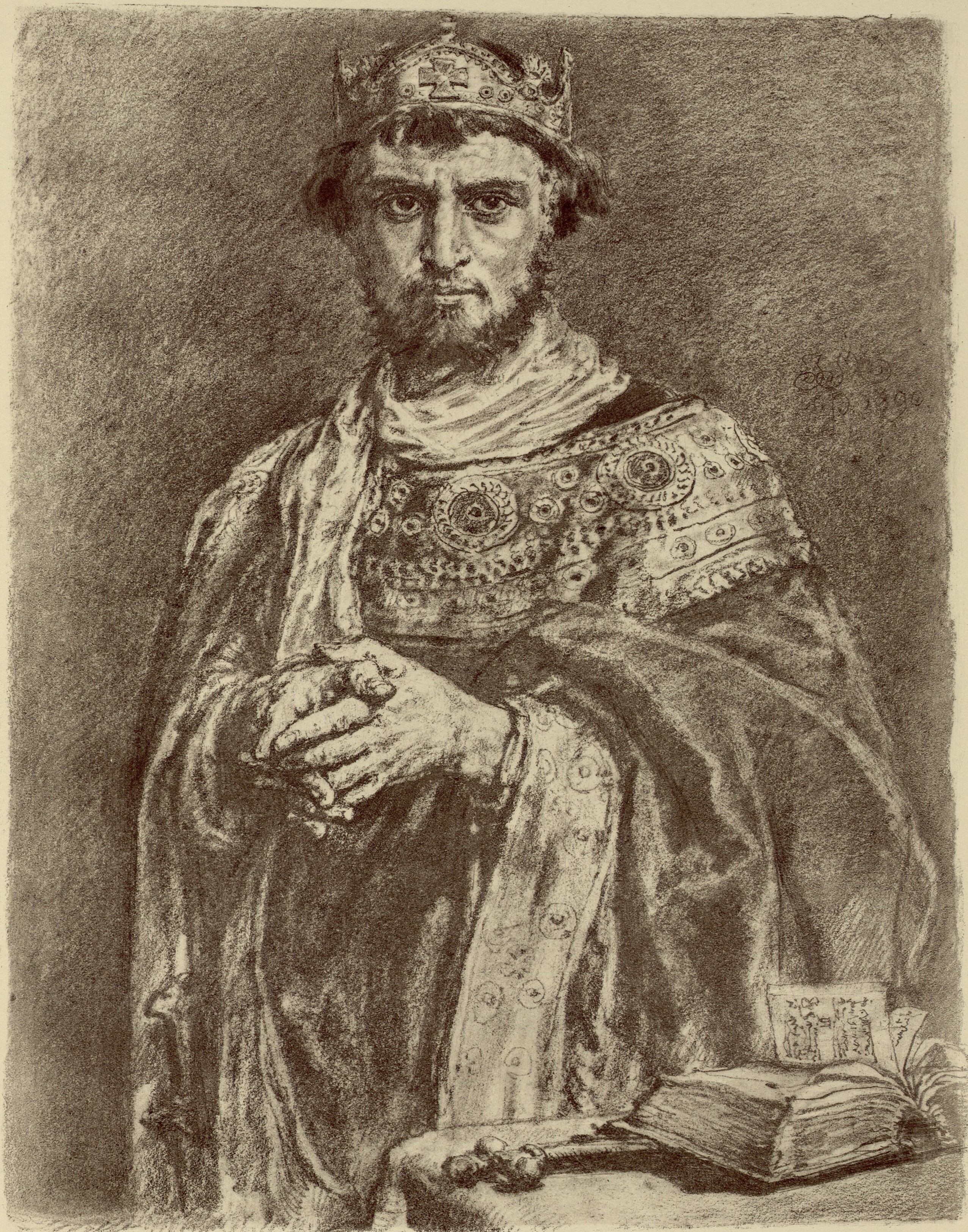
Casimiro il Restauratore secondo Jan Matejko

L'unico erede al trono rimaneva il principe Casimiro I di Polonia, circostanza che impedì ulteriori scontri dinastici. Il nuovo sovrano si trovava a dover gestire una situazione molto sfavorevole, poiché lo stato era disorganizzato e la Masovia acquisì una completa autonomia. Poco si sa su come amministrò la Polonia: secondo Gallo Anonimo, Casimiro non fu in grado di rimediare alla separazione della Masovia. Forse l'esempio di Miecław provocò una ribellione anche da parte di altri aristocratici locali. Intorno al 1037, si verificarono delle lotte tra alcuni nobili che innescarono una rivolta popolare, a seguito della quale il principe fu costretto a lasciare il paese.
Per la prima volta, lo stato polacco si vide privato di un monarca al potere, rendendolo un facile bersaglio per i suoi vicini. La situazione fu sfruttata dal principe ceco Bretislao I, che invase la Piccola Polonia nel 1038, saccheggiò Cracovia, si impadronì delle principali città della Grande Polonia e distrusse la cattedrale di Gniezno: fu capace a quel punto di impadronirsi dei ricchi addobbi della chiesa e delle reliquie di Adalberto di Praga e i cinque martiri. L'invasione e la rivolta popolare del 1037 portarono al crollo dell'amministrazione della chiesa, oltre che delle strutture militari e amministrative, anche se non è chiaro fino a che punto si sia verificata l'anarchia e fino a che punto abbiano cercato di governare i nobili in maniera congiunta. In tali circostanze, probabilmente ottenne l'indipendenza la Pomerania orientale, le cui avvisaglie si vedevano già durante il dominio di Bezprym.
Non risulta chiaro quale connessione possa esistere tra la già citata rivolta popolare con il fallimento di Casimiro; i tumulti anticristiani e antifeudali in Polonia vengono menzionati fra l'altro pure da fonti tedesche, ceche e rutene, nonché dalla cronaca di Gallo Anonimo. A causa di significative discrepanze nella datazione degli eventi, non è possibile dire quando questi si sono verificati esattamente. Secondo la tradizione storiografica, la rivolta popolare si deve associare al vuoto di governo causato dall'allontanamento di Casimiro (1034-1038) o all'invasione di Bretislao (accaduta dopo il 1038), che potrebbero, avendo distrutto i centri principali della nuova fede, risvegliare sentimenti anticlericali nella gente comune. L'ipotesi che i primi disordini non andassero attribuiti a Bretislao ma al regno di Boleslao il Coraggioso (1022), non hanno ottenuto un riscontro più ampio.
Casimiro lasciò il paese e fuggì in Ungheria, dove finì probabilmente prigioniero del re Stefano. Solo dopo la morte di quest'ultimo riuscì a recarsi in Germania e sfruttò le truppe messe a disposizione dall'imperatore Corrado II il Salico per la guerra con Bretislao: con l'autorizzazione del sovrano del Sacro Romano Impero e a capo di svariate truppe, fece ritorno in Polonia nel 1039.

### Secondo regno di Casimiro il Restauratore (1039-1058)

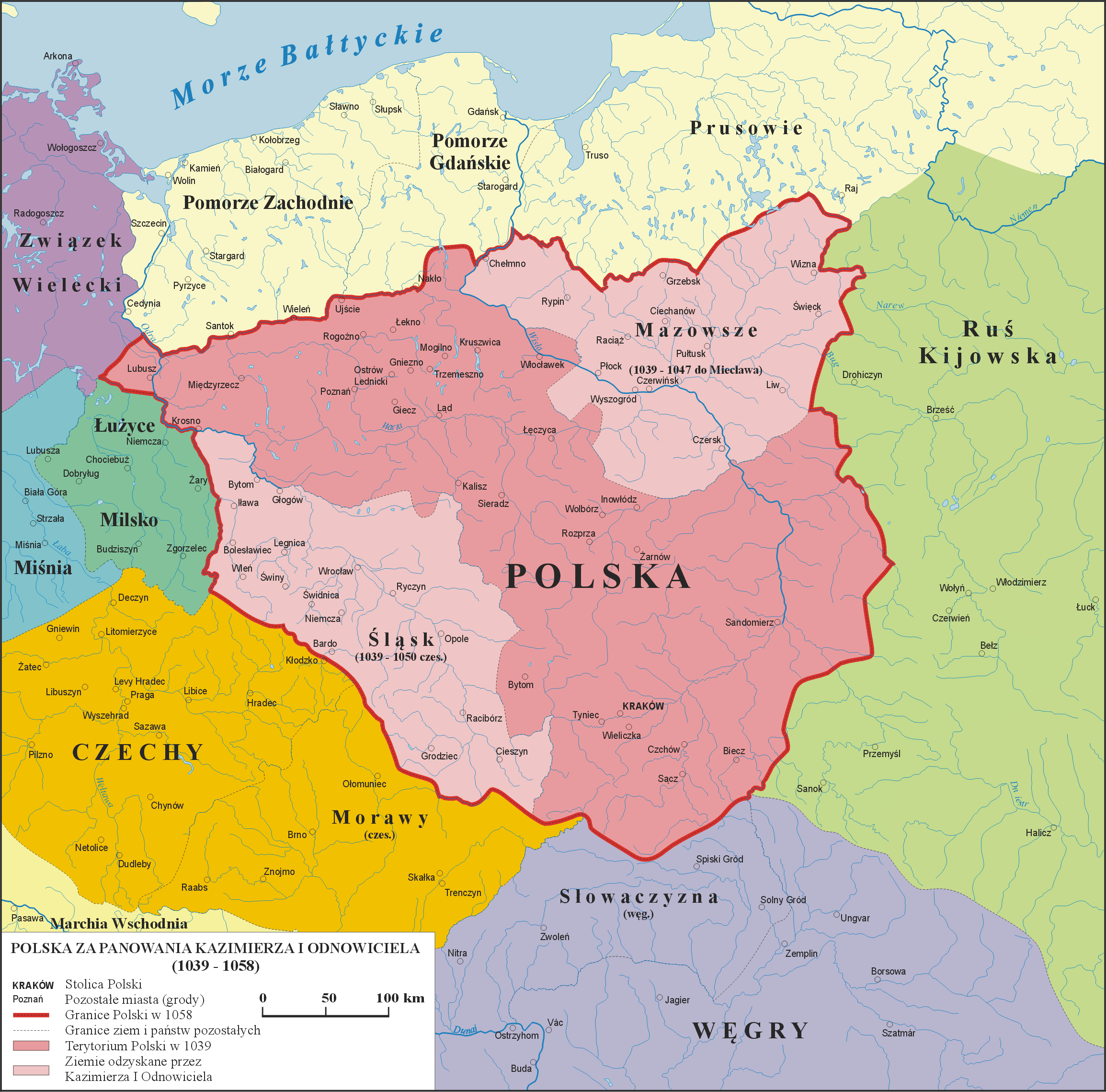
La Polonia durante il regno di Casimiro I

Casimiro si reinsediò in Polonia al comando di 500 cavalieri tedeschi, i quali risultarono funzionali a sedare la rivolta popolare, rimettere in piedi lo stato e restaurare la religione cristiana nel paese. Si tende a ritenere che ottenne il favore di una grossa fetta dell'aristocrazia, resasi conto della necessità di disporre di un'autorità centrale. A causa dei danni causati da Bretislao nella Grande Polonia, Casimiro scelse di trasferire la sua residenza a Cracovia. Fu da allora che tale città cominciò ad assumere il ruolo di centro principale del regno nei secoli successivi.
In futuro, il principe iniziò a scontrarsi con il principe ceco per riconquistare la Slesia, persa a causa delle invasioni nel 1038. In primo luogo, agì con il sostegno imperiale, poi in modo indipendente. La Slesia finì invasa per quattro volte: solo nel 1054 si decise di consegnare, in cambio di un tributo annuale pagato al sovrano della Cechia per un importo di 500 monete d'argento e 30 monete d'oro, la regione alla Polonia. In contemporanea con i combattimenti appena citati, Casimiro si mosse per riconquistare la Masovia. Con grande probabilità, nel 1047, forte del sostegno del principe di Rutenia Jaroslav il Saggio, sconfisse gli oppositori e riprese possesso della provincia ribelle. Il principe cercò altresì di soggiogare la Pomerania, ma dai combattimenti non emersero cambiamenti geopolitici duraturi.
Il principe contribuì anche alla ricostruzione del clero, verosimilmente rivolgendosi a suo zio Ermanno, arcivescovo di Colonia. Un aiuto sui quadri sacerdotali potrebbe essere stato fornite pure dal monastero di Brauweiler, luogo dove di recente si erano sposati Azzo di Lotaringia e Matilde di Sassonia. Quasi in contemporanea con l'arrivo del principe, giunse in Polonia Aron, il successivo vescovo di Cracovia, investito inoltre dal papa di un pallio (un simbolo dei poteri arcivescovili). Le attività di revisione del sistema clericale furono senza dubbio ostacolate dalla situazione particolarmente delicata avvenuta in Slesia. Papa Leone IX all'inizio degli anni Cinquanta ristabilì in loco una sede vescovile, ma la subordinò all'arcidiocesi di Magdeburgo, non a Gniezno. Casimiro viene anche ritenuto il patrocinante della costruzione dell'abbazia benedettina a Tyniec, per tradizione risalente al 1044.
Casimiro, definito negli ultimi anni della sua vita il Restauratore, si spense nel 1058, cedendo ai suoi figli uno stato con strutture di potere ricostruite e possedimenti maggiori di quelli che lui aveva trovato nel 1034 (si pensi alla Piccola e alla Grande Polonia, la Cuiavia, alla Masovia e alla Slesia). La parte sud-orientale della Slesia, così come la Pomerania, Milsko, la Lusazia e le città di Červen rimasero al di fuori dei suoi confini.

### Il regno di Boleslao l'Ardito (1058-1079)

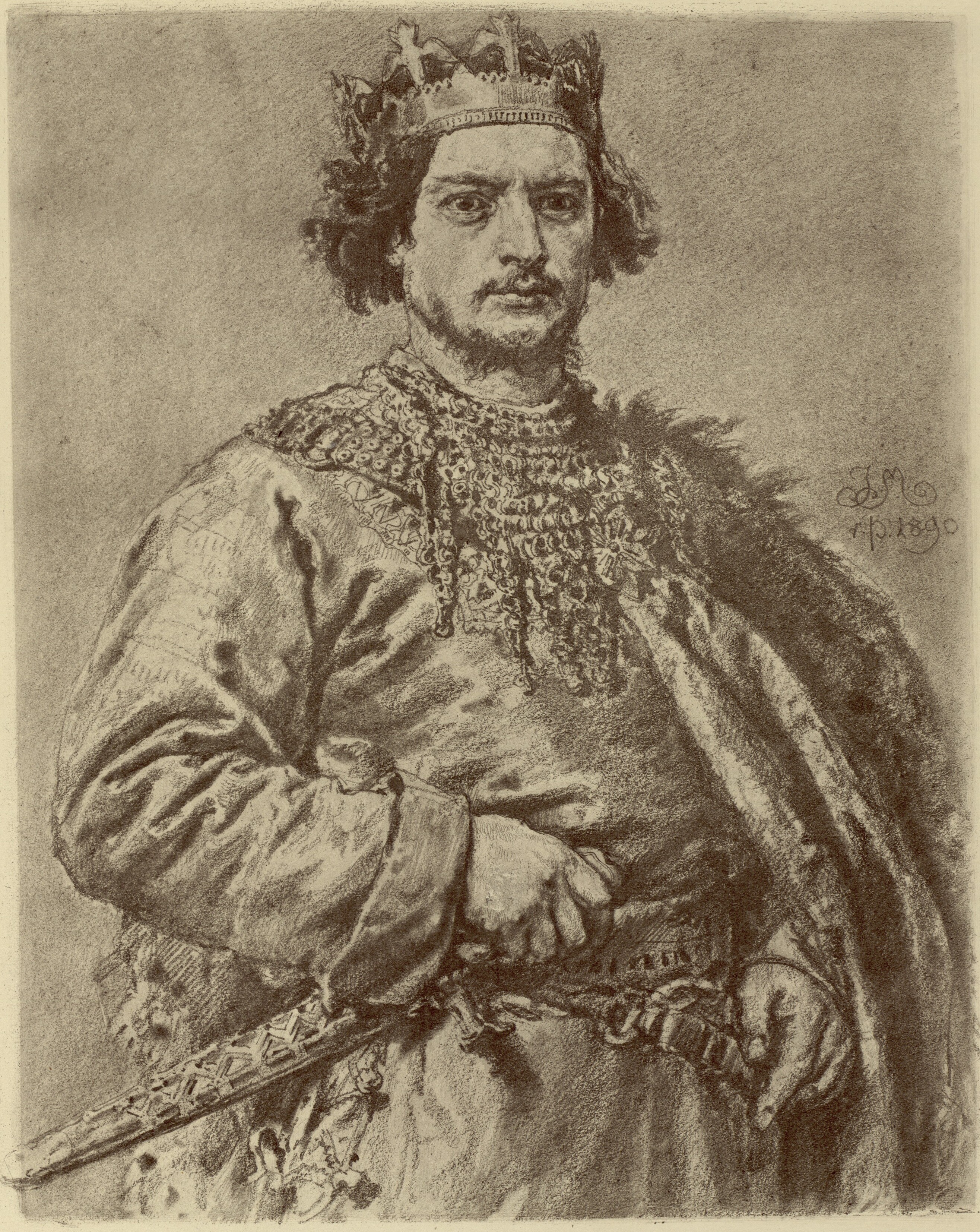
Boleslao II secondo Jan Matejko

Dopo la morte di Casimiro, il potere supremo andò al figlio maggiore, Boleslao. Anche due fratelli del nuovo principe ottennero alcuni distretti: a Ladislao Herman toccò la Masovia, a Miecislao la Cuiavia con Kruszwica. Nei primi anni del suo regno, Boleslao continuò la cauta politica di suo padre, ma intorno al 1060 iniziò a combattere con il suo vicino meridionale. La prima invasione della Cechia si concluse con un fallimento e la controversia si risolse attraverso il matrimonio di Świętosława con Vratislao II. Le relazioni si deteriorarono nuovamente a causa del conflitto dinastico in Ungheria: dopo la morte del re Béla, scoppiarono scontri tra Salomone, sostenuto dall'Impero e dalla Cechia, e i suoi cugini, Géza e Ladislao.
Inizialmente, Boleslao optò per non intervenire direttamente; tuttavia, poiché il crescente conflitto con i cechi portò alla cessazione dei tributi dalla Slesia e agli anni di reciproche invasioni su scala minore lungo i confini, il principe di Polonia ignorò i tentativi di cercare una soluzione diplomatica al conflitto promossi dal sovrano tedesco Enrico IV, circostanza che convinse quest'ultimo ad allestire i preparativi per invadere lo stato dei Piast. Alla fine, la campagna non ebbe luogo perché una rivolta sassone scoppiò nell'impero nel 1073. In un siffatto contesto, Boleslao poté concedersi maggiore libertà decisionale nei rapporti con i suoi vicini e riuscì a far installare Géza sul trono ungherese, organizzando altresì due spedizioni in Rutenia in difesa del principe Izjaslav. Quest'ultimo, grazie all'intervento polacco nel 1069, riconquistò il trono, venendo esiliato quattro anni dopo. Boleslao in principio si rifiutò di aiutarlo una seconda volta, ma cambiò idea, probabilmente cedendo alla richiesta del pontefice romano, e nel 1076 supportò Izjaslav nella sua riuscita lotta per il trono: a seguito di questo evento, Boleslao si dimostrò insofferente nei confronti del Gran Principe di Kiev.
I contatti con la Santa Sede non si limitarono alle questioni rutene: infatti, in vista della disputa per l'investitura tra Enrico IV e Gregorio VII, il duca di Polonia si schierò dalla parte del secondo. Ciò permise di ripristinare l'organizzazione della chiesa negli anni 1075-1076 e di ottenere la corona il 25 dicembre 1076.
La condizione del clero polacco nel 1075 è nota grazie alla conservata lettera di Gregorio VII indirizzata al principe polacco: in brevi termini, i vescovi dovevano essere pochi e senza seggi permanenti. La missione di apportare tali accorgimenti fu affidata a legati pontifici, che convocarono un sinodo speciale a cavallo del 1075-1076, forse con la partecipazione dei vescovi sassoni. La nuova divisione presupponeva l'esistenza della metropoli di Gniezno con quattro entità minori: Cracovia, Breslavia, Poznań e Płock. Bogumił ricevette il titolo di arcivescovo.
L'autorità del re risultava minacciata da un conflitto con il vescovo di Cracovia, Stanislao di Szczepanów. Pare che la disputa presentasse radici più profonde dell'insubordinazione personale del chierico, anche se è impossibile tentare di ricostruirla a causa della penuria di informazioni. Verosimilmente, durante la spedizione di Boleslao in Rutenia, il paese visse disordini sociali e tumulti: alcuni dei cavalieri del monarca polacco disertarono o tornarono in patria e cominciarono a fomentare violente rivolte. Il re sollecitò le truppe a lui fedeli ad agire in fretta e ciò irretì ancor di più l'ala di aristocratici a lui ostile, sostenuta o addirittura capitanata da Stanislao di Szczepanów. Questi prese infatti le parti dei cavalieri, criticò lo stile di vita dissoluto della corte e forse scomunicò persino il re. Per tutta risposta, Boleslao fece decapitare per alto tradimento il religioso, nel corso di una celebrazione, e i congiurati a lui vicini. Stando a una tradizione successiva, contenuta nella cronaca di Wincenty Kadłubek, non ci fu un'esecuzione formale, ma una pena di morte eseguita dal sovrano in persona. Questa versione degli eventi, sebbene contenta elementi irrealistici, non viene esclusa dagli storici odierni. Dopo la morte di Stanislao, scoppiò una ribellione nella szlachta, dalla portata tale che Boleslao dovette scappare in Ungheria. L'eventuale ruolo assunto nella sommossa dal fratello del principe, Ladislao Herman, non è chiaro: nella storiografia più antica, la sua figura veniva spesso direttamente associata a quella degli oppositori. Oggi, si presume che avesse assunto il potere solo dopo il rovesciamento di Boleslao, su istigazione dell'élite a lui fedele, tra cui il famoso voivoda Sieciech.
Boleslao, sulla strada per la terra magiara, immaginò di ottenere aiuti militari dal re Ladislao, il cui fratello e predecessore egli stesso pose sul trono ungherese. Tuttavia, non riuscì a convincerlo a intervenire e di lì a poco perì in circostanze poco chiare.

### Il regno di Ladislao Herman (1079-1102)

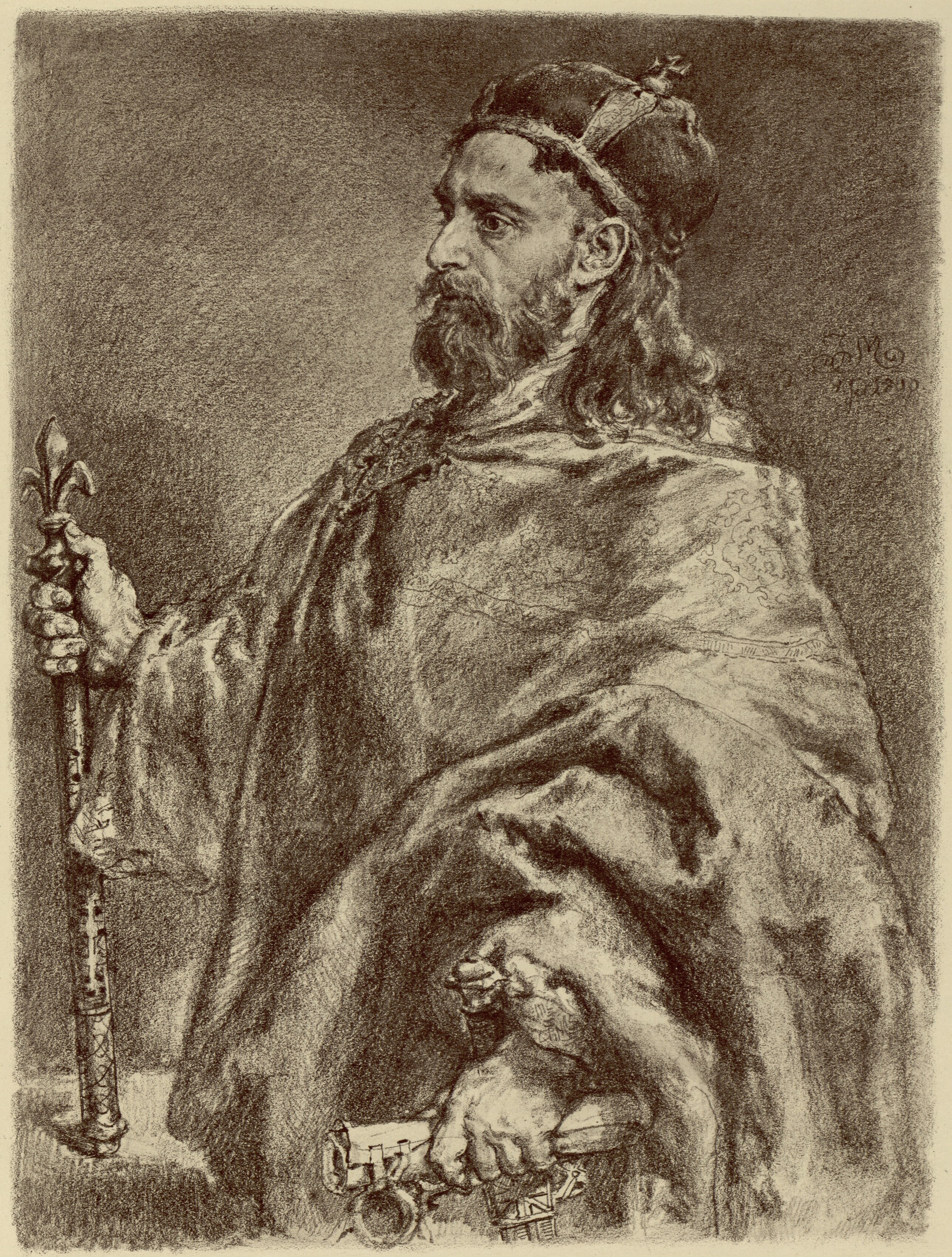
Ladislao Herman

Ladislao Herman si mosse per assumere il potere nel paese probabilmente solo dopo la morte di Boleslao, cioè nel 1081 o 1082. Fin dall'inizio perseguì una politica cauta, tessendo buoni rapporti con la Cechia e l'Ungheria. Rinunciò inoltre alla corona e si unì ad alcuni scontri in Germania. Dal momento in cui salì al trono, non si dimostrò di grande personalità e il vero potere rimase al suo palatino Sieciech della famiglia Topór. Verosimilmente, fu lui a decidere di avvelenare il figlio di Boleslao l'Audace, Mieszko, e a spedire in un monastero il primo figlio di Ladislao Herman, Zbigniew, che, secondo Gallo Anonimo, sarebbe stato illegittimo. Ottenne supporto grazie alle spedizioni alla Pomerelia nel 1090, le quali avrebbero consentito l'incorporazione di questo territorio nello stato dei Piast. Tuttavia, la guerra si concluse con un fallimento, minando la reputazione del palatino. I suoi nemici fuggirono in Boemia, dove ottennero il sostegno di Bretislao II, e poi liberarono il principe Zbigniew. Allo stesso tempo (intorno al 1092), il sovrano polacco smise di pagare tributi dalla Slesia.

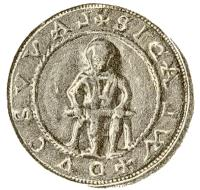
Ricostruzione del sigillo di Ladislao Herman da un documento storico ritrovato nella cattedrale di Bamberg

Nel 1093, si verificò una rivolta in Slesia ispirata dagli emigranti. Il komes locale, tale Magnus, si piegò a Zbigniew proprio mentre al contempo ci fu un'invasione ceca. Bretislao saccheggiò la Slesia e assunse il controllo della terra di Kłodzko. Władysław Herman è stato costretto a iniziare una guerra civile volta a ripristinare l'unità del paese. In primo luogo, ha ripreso a rendere omaggio, normalizzando così i rapporti con i cechi. In cambio, Brzetysław II cedette la terra di Kłodzko (oggi parte meridionale del Voivodato della Bassa Slesia) in feudo al figlio minore di Ladislao, Boleslao Boccatorta. Il sovrano della Polonia pianificò quindi un attacco ai ribelli con l'appoggio delle truppe ungheresi: tuttavia, i magiari non solo non assistessero il principe, ma eseguirono anche un tentativo infruttuoso di rapire Ladislao e Sieciech. Il cavalierato polacco rifiutò di combattere da solo, cosa che costrinse il principe a dover trattare con gli oppositori, riconoscendo i diritti di Zbigniew e consegnandogli la Slesia. Sieciech non fu d'accordo con questa decisione e assoldò alcuni silesiani allo scopo di attaccare Zbigniew. L'assalto riuscì in parte perché fu fatto prigioniero il principe, ma la sua posizione ne uscì ancor più indebolita. La ribellione si esaurì tra il 1093 e il 1096.
Sotto l'influenza dell'opposizione, probabilmente capeggiata dalla potente casata degli Abdank in competizione con la famiglia Topór e con la Chiesa, nel 1097 Ladislao Herman restituì al principe Zbigniew i suoi diritti, affidando poi a entrambi i figli il comando dell'esercito che doveva colpire la Pomerania. La spedizione non ebbe mai luogo, poiché i fratelli unirono le forze contro il padre e Sieciech. Ladislao, temendo per la sua posizione, accettò la divisione dello stato: la Slesia andò a Boleslao, la Grande Polonia a Zbigniew, mentre lui stesso mantenne la Piccola Polonia e la Masovia. Questa suddivisione non compiacque i fratelli, soprattutto perché Ladislao (de facto Sieciech) conservava il diritto di nominare i governatori della città e a Boleslai fu assegnato un tutore per controllare le sue azioni. Di conseguenza, i combattimenti ripresero e perdurarono fino al 1100 o 1101, quando Sieciech dovette infine arrendersi. Presto terminò anche il regno di Ladislao Herman, morto nel 1102.

### Il duumvirato Boleslao-Zbigniew (1102-1107)

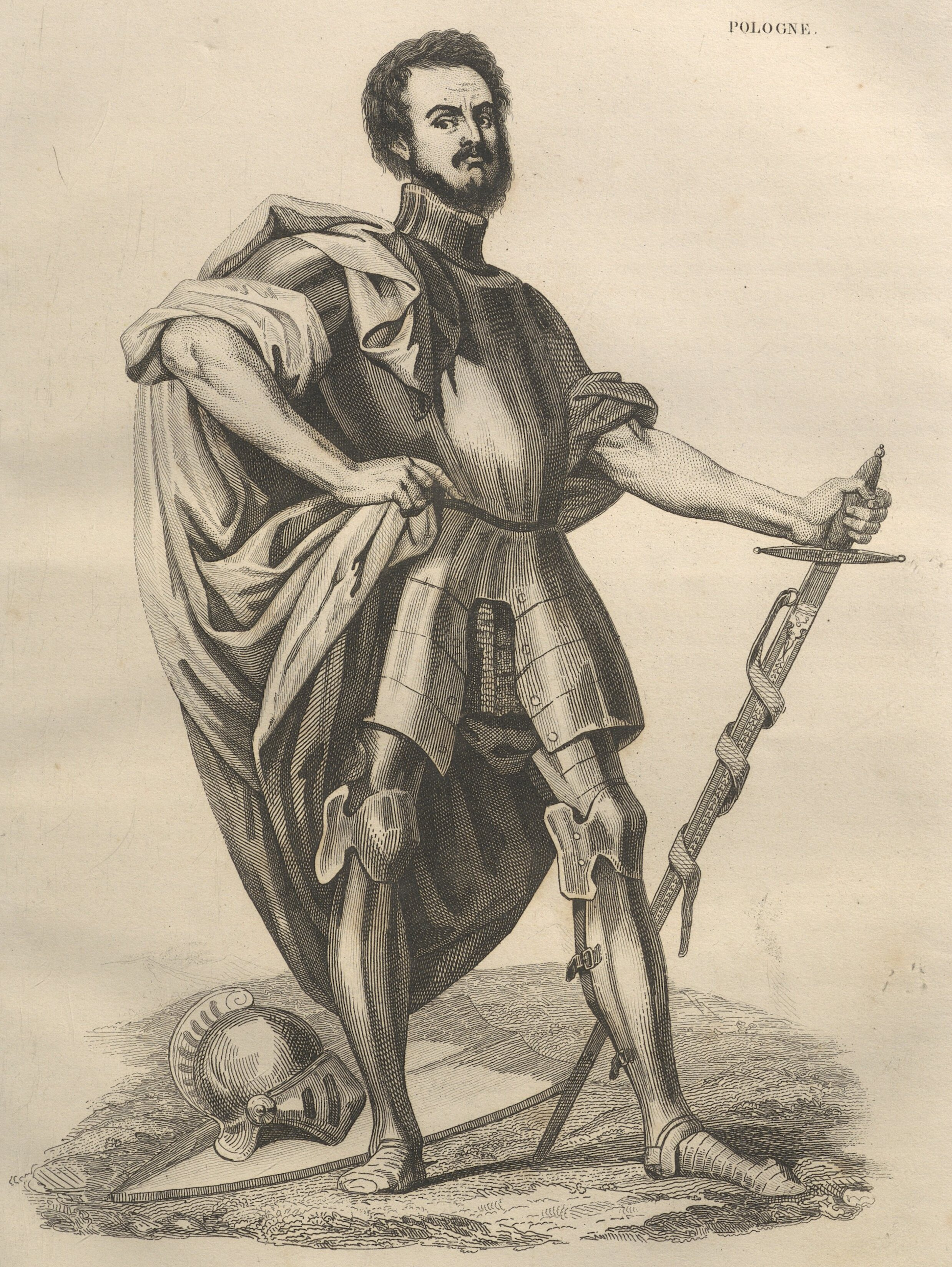
Zbigniew

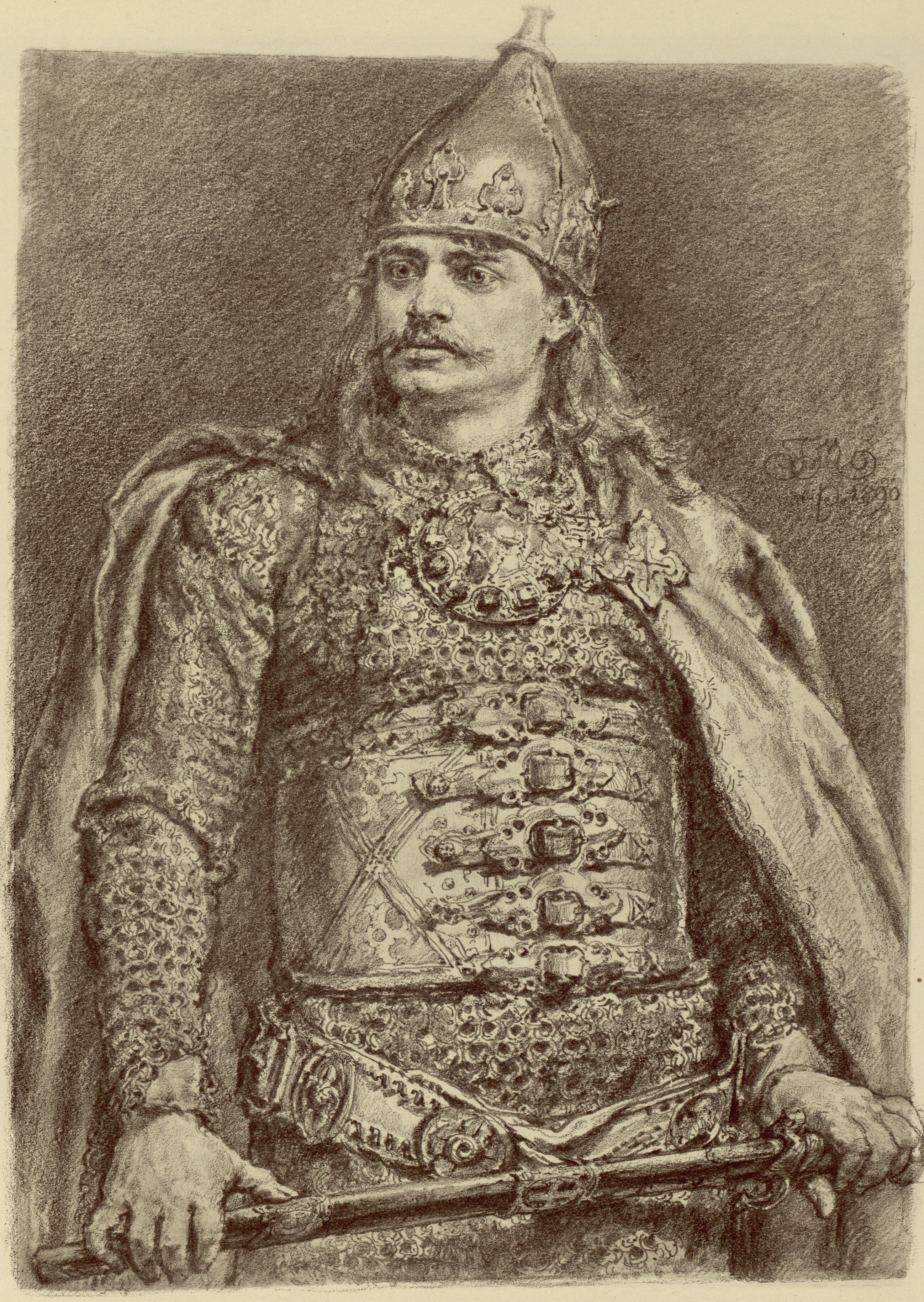
Boleslao III Boccatorta

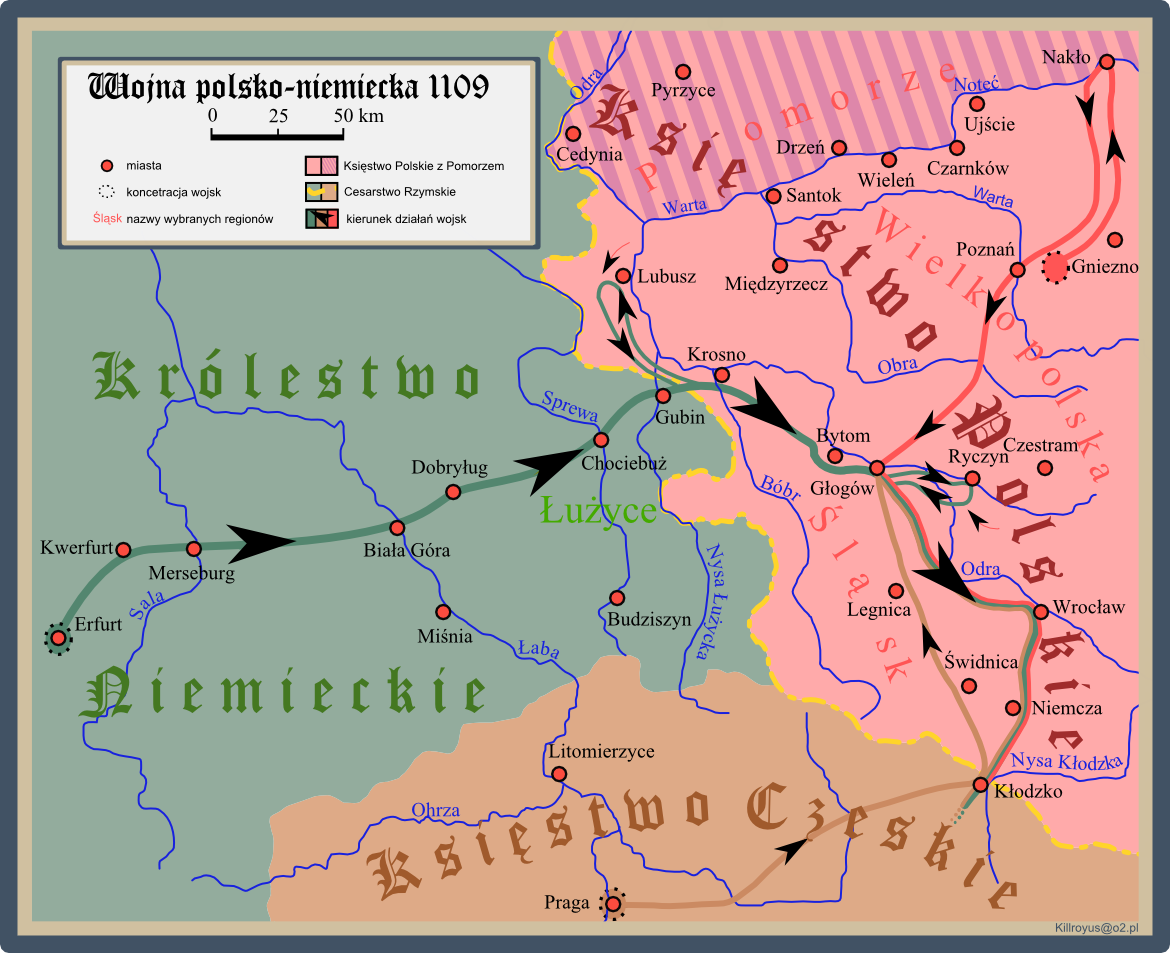
Mappa delle operazioni militari avvenute nel 1109 durante la guerra polacco-teutonica e culminata con l'assedio di Głogów. In verde i territori in mano al Sacro Romano Impero, in marrone la Cechia, in rosa la Polonia. Le frecce in verde e in rosa indicano i movimenti delle truppe delle rispettive potenze

Dopo la morte di Ladislao Herman, furono creati due paesi, i cui governanti avevano uguali poteri: Zbigniew in Grande Polonia e Masovia e Boleslao in Piccola Polonia e Slesia. Certo, Zbigniew era formalmente il sovrano superiore per via della sua maggiore età, ma Boleslao non si comportò mai alla stregua di un vice. I fratelli perseguirono una politica estera indipendente e la mancanza di una chiara definizione della sovranità pose gli estremi affinché un conflitto potesse avvenire da lì a poco. La politica relativa alla Pomerania fu sopra ogni altra questione controversa: Zbigniew mostrò intenzioni pacifiche nei confronti del suo vicino settentrionale, mentre l'aggressivo Boleslao organizzò cinque incursioni ai danni dei pomerani. Le controffensive interessarono solo le regioni nelle mani di Zbigniew. In siffatto contesto, Zbigniew tentò di trovare un accordo con i cechi, cosa che gli avrebbe dato l'opportunità di controllare suo fratello. Nel frattempo, Boleslao decise di avvicinarsi alla Rutenia e all'Ungheria, e poi nel 1105, insieme al re ungherese Colomanno, invase la Cechia. Per i primi anni, il conflitto tra i fratelli si limitò ad assemblare una coalizione e combattere con gli alleati del concorrente. Allo stesso tempo, intorno al 1106, i fratelli strinsero un'intesa ai sensi della quale avrebbero dovuto condurre una politica estera comune senza stringere alleanze l'uno contro l'altro. Quest'accordo si rivelò assai fragile, anche se non appare chiaro quale sovrano per primo si oppose apertamente al fratello. Secondo la cronaca di Cosma Praghese, Zbigniew brandì le armi nel 1103 contro Boleslao, che tentò invano di ottenere il supporto ceco. Gallo Anonimo attribuì l'iniziativa invece a Boleslao, che era l'erede in linea retta e pertanto si sentiva il naturale sovrano dell'intero stato polacco.
Nel 1106 riuscì a rompere l'alleanza con Zbigniew rivolgendosi al principe ceco Bořivoj II. Approfittando di questo successo, colpì il fratello accusandolo di stringere contatti segreti con i cechi. La Grande Polonia venne conquistata per prima senza grossi problemi e poi fu il turno della Mazovia. Boleslao assunse il potere supremo nello stato e lasciò a suo fratello solo la Masovia come feudo.

### Il dominio indipendente di Boleslao III Boccatorta (1107-1138)

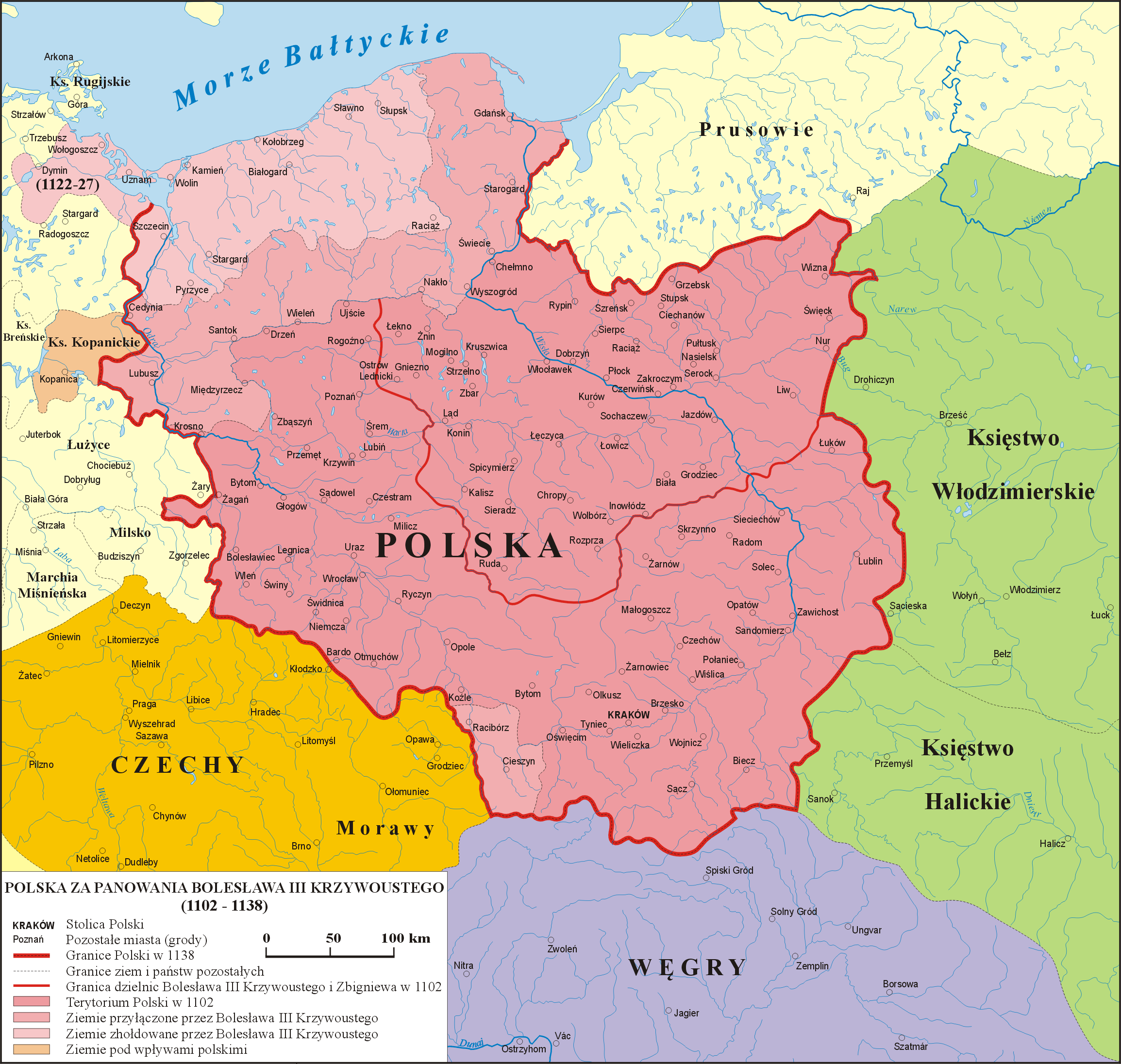
La Polonia durante il regno di Boleslao III Boccatorta

Nel 1107, Boleslao organizzò un'altra spedizione in Pomerania, non sostenuta da Zbigniew con i suoi uomini. Boleslao sfruttò tale mancanza come pretesto per strappare via il feudo a suo fratello. In inverno, a cavallo tra il 1107 e il 1108, con l'aiuto dei ruteni e degli ungheresi sconfisse Zbigniew e lo bandì dal paese. Da quel momento in poi, perseguì la politica in maniera del tutto indipendente. Decise di lavorare a stretto contatto con l'Ungheria e di ostacolare invece il Sacro Romano Impero. Mentre prendeva contatti con i nemici di quest'ultima potenza, Boleslao provò invano a collocare il principe esiliato Bořivoj II sul trono ceco. Allo stesso tempo, ci fu un'invasione tedesco-ceca dell'Ungheria: l'attacco di Boleslao alla Cechia indebolì le capacità della coalizione, cosa che permise al re Colomanno di stipulare una pace con la Germania. Tra le condizioni che portarono a un tale atto figurava verosimilmente come condizione il ritiro dei magiari dall'alleanza con la Polonia. Di conseguenza, Boleslao perse il suo alleato, utilizzato dal tedesco Enrico V nel 1109 per difendere le rivendicazioni di Zbigniew. La vera ragione che spinse di lì a poco Enrico V all'invasione fu probabilmente il già citato attacco di Boleslao alla Cechia, considerata un'azione ostile. La spedizione in Polonia si chiuse con un fallimento e i tedeschi, nonostante l'impiego di innovative macchine d'assedio, non espugnarono nessuno degli importanti insediamenti polacchi. Circa 10.000 soldati tedeschi marciarono attraverso la Slesia passando per Bytom sull'Oder, Głogów e Breslavia; Boleslao evitò di ingaggiare una grande battaglia, sforzandosi invece di distruggere l'esercito e il morale nemico tramite estenuanti attacchi alle truppe in distacco, ai sistemi di approvvigionamento, ecc. Questo metodo fu ripagato ed Enrico V tornò senza nemmeno raggiungere l'Alta Slesia.
Nel 1110, il sovrano polacco avviò un'altra infruttuosa campagna in Boemia, in quanto, sebbene surclassò gli avversari a Trutina, non riuscì a raggiungere la capitale e a installare sul trono il pretendente da lui sostenuto, Soběslav, che avrebbe dovuto poi operare alla stregua di un fantoccio. Non furono eseguiti ulteriori tentativi per non aggravare i rapporti con Enrico V e, nel 1111, si giunse a una tregua, in base alla quale Soběslav tornò in Boemia e Zbigniew in Polonia. Boleslao, nonostante avesse promesso di accettare suo fratello, lo condusse in una trappola, lo accecò e da lì a poco Zbigniew morì. Per non ledere eccessivamente la sua immagine agli occhi del clero, il principe decise di compiere pellegrinaggi penitenziali a Gniezno e in Ungheria, ma di fatto il suo potere fu rafforzato in virtù dell'eliminazione di un possibile concorrente.
Le relazioni con la Germania e la Repubblica Ceca si normalizzarono, cosa che permise a Boleslao di concentrarsi sulla Pomerania. Sebbene le spedizioni durarono dal 1102, nessuna di esse si caratterizzò per essere diversa da sporadici saccheggi. Dopo il 1109, Boleslao scatenò una guerra per sottomettere la regione: entro il 1119, espugnò la Pomerania e raggiunse Danzica, mentre nel 1121 rese omaggio alla Pomerania occidentale. In seguito, focalizzò la sua attenzione sull'Ungheria, dove morì il re Stefano II. Nel 1131, il principe polacco intervenne per difendere i diritti al trono di Boris, che si spacciava come figlio di Colomanno I. L'azione si concluse in un disastro: l'esercito di Boleslao fu sbaragliato e il principe ceco Soběslav invase la Slesia, causando gravi danni. L'infruttuosa spedizione in Ungheria fece precipitare Boleslao nell'isolamento politico, tanto che nel 1134 scelse di non interessarsi più alle questioni ungheresi. L'inizio degli anni Trenta, oltre a portare la crisi della politica estera, comportò anche un'incrinatura dei rapporti con la Chiesa, condotta fino a quel momento con notevole successo. Nel 1124 furono creati tre nuovi vescovati: Lebus, Kruszwica e Włocławek, di cui gli ultimi due furono congiunti presto. Dal 1123, ebbe luogo un processo di cristianizzazione della Pomerania prima diretto da Bernardo lo spagnolo, poi, dopo il suo fallimento, da Ottone di Bamberga che avviò i preparativi per la creazione di un'organizzazione diocesana in Pomerania. A causa di un possibile conflitto di interessi (si prevedeva di istituire due vescovadi, uno sotto Magdeburgo con la capitale a Stettino e uno sotto Gniezno a Wolin), l'occupazione delle capitali episcopali fu ostacolata da una nuova spaccatura nella chiesa: lo scisma di Anacleto II. Nella disputa tra questo antipapa e Innocenzo II, sostenuto dal re tedesco Lotario II di Supplimburgo, il principe polacco si schierò con Anacleto. Quando Innocenzo sembrò prevalere, la presa di posizione della Polonia non venne dimenticata. Nel 1131 il vescovado di Poznań passò all'arcidiocesi di Magdeburgo e nel 1133 questo subordinò ad esso tutti i vescovati polacchi.
Questa crisi, così come i fallimenti nelle relazioni estere e l'isolamento politico, incrinarono la posizione di Boleslao in favore dell'imperatore. Il 15 agosto 1135 dovette pagare a questi un tributo feudale (in occasione del congresso di Merseburg) e acconsentì a rendere omaggio dalla Pomerania e da Rügen. Negli anni successivi, grazie all'adesione al campo imperiale, si procedette a ridefinire anche i rapporti con Boemia e Rus'. L'organizzazione ecclesiastica polacca riacquisì una sua autonomia (lo testimonia la bolla Ex commisso nobis a Deo del 1136, il più antico testo scritto di cui si ha notizia ritrovato in Polonia). Ciò rese possibile ribadire il sostegno finale a Innocenzo II, avvenuta quasi in concomitanza con la morte dell'arcivescovo di Magdeburgo, fortemente influenzato, Norberto di Prémontré.
Boleslao morì nel 1138; in base alla legge sulla successione, divise lo stato tra i suoi figli, introducendo il principio dell'anzianità agnatizia, secondo il quale dovevano rimanere al potere i rappresentanti più anziani della famiglia. In questo modo, probabilmente intendeva istituire regole chiare che evitassero lotte di successione, simili a quelle che Boleslao intraprese con Zbigniew. Se questo fosse stato effettivamente il piano del sovrano, di sicuro non raggiunse l'effetto desiderato. L'atto di successione innescò numerose guerre interne e alla frammentazione della Polonia nei distretti della Polonia esistiti fino all'inizio del XIV secolo. Alcuni ricercatori indicano altre possibili ragioni per ordinare la questione della successione dell'autorità suprema, tra cui sforzi crescenti per ridurre l'impatto dei nobili e il desiderio di garantire i diritti al trono dei figli dal secondo matrimonio. Vi è inoltre un gruppo di storici che nega l'importanza di questo atto e fa notare che, in precedenza, la spartizione del potere tra più membri della dinastia. Questi ricercatori datano l'inizio della disgregazione regionale fino alla fine del XII secolo. A volte l'atto di successione viene collegato alla ribellione rapidamente soppressa del voivoda Skarbimir del 1117, che potrebbe essere una manifestazione delle suddette aspirazioni dei circoli nobili.

## Cultura e società

### Lo sviluppo della Chiesa e la cristianizzazione delle terre polacche
Le influenze del cristianesimo in Polonia prima del 966 (anno in cui si insediò Miecislao I) sono oggetto di discussione tra gli accademici e, a causa della mancanza di prove inequivocabili nei documenti e nell'archeologia, rimangono solo ipotesi. Si presume che lo Stato della Grande Moravia abbia iniziato ad influenzare le terre della Piccola Polonia e della Slesia, che potrebbe aver incorporato nella sua composizione intorno all'875. È possibile che, per mezzo di questi fattori, il cristianesimo, che si stava diffondendo in Moravia in quel momento grazie alle attività dei santi Cirillo e Metodio, giunse in Polonia. Si racconta in particolare che un certo "Żywot" convocò un principe della Vistola che avrebbe smesso di perseguitare i cristiani e avrebbe abbracciato lui stesso la loro fede, venendo dunque battezzato. È impossibile determinare la validità storica di questo evento, così come la presunta istituzione di diversi vescovadi di rito ortodosso nella Polonia meridionale.
Ulteriori tentativi di cristianizzazione potrebbero essere apparsi anche nel sud da parte dell'odierna Repubblica Ceca. A metà del X secolo, con la pressione ceca verso la Slesia e la Piccola Polonia, potrebbe essere iniziata l'azione missionaria di due vescovati tedeschi, ovvero Ratisbona e Passau, sotto la cui giurisdizione a quel tempo erano rispettivamente la Cechia e la Moravia. Tuttavia, non ci sono tracce chiare che confermino la cristianizzazione in questo periodo.
Abbiamo le prime notizie certe sulla cristianizzazione grazie alla menzione del battesimo del principe Miecislao I nel 966, che portò alla creazione del primo vescovado in Polonia situato a Poznań, guidato dal vescovo Giordano (primo vescovo della storia polacca). Lo status del primo vescovato polacco non è chiaro: secondo il racconto di Tietmaro di Merseburgo, realizzato solo diversi decenni dopo questi eventi, era sottoposta alla nuova diocesi di Magdeburgo. Nonostante questa testimonianza, che appare fuorviante, Giordano è considerato un vescovo missionario direttamente subordinato al papa: la scelta di Poznań come sede del vescovo missionario fu probabilmente determinata dalla fondazione del primo edificio cristiano lì.
Il clero, che iniziò a piantare le radici della cristianità nello stato di Gniezno, era prevalentemente di etnia tedesca, sebbene lo stesso Giordano provenisse dall'Europa occidentale, mentre il suo successore, Unger, era sassone o della Turingia. La conseguenza del congresso di Gniezno nel 1000 fu la creazione della metropoli di Gniezno, la prima metropoli ecclesiastica in Polonia, subordinata direttamente al Papa e guidata dal fratello di Adalberto di Praga, Gaudenzio. Insieme a tale costituzione, furono creati nuovi vescovati-suffraganei sotto Gniezno a Cracovia con il vescovo Poppo, a Kołobrzeg con il vescovo Reinbern, a Breslavia con il vescovo Giovanni. Il vescovato di Poznań rimase fuori dalla metropoli di Gniezno fino alla morte del vescovo Unger. Fino al XII secolo, la cristianizzazione ha compiuto progressi significativi in Polonia e la conversione formale della Pomerania occidentale nella prima metà del XII secolo, realizzata grazie agli sforzi di Boleslao III Boccatorta, ha permesso di stabilire una sede vescovile a Wolin ed edificare molte chiese nella regione.